# Delphos-Kleid
Das Delphos-Kleid ist ein Kleid aus plissierter Seide.

## Geschichte
Das Delphos-Kleid wurde um 1909 von der französischen Designerin Henriette Negrin und ihrem Mann Mariano Fortuny y Madrazo (1871–1949) entworfen. Fortuny konnte das Kleid nur durch eine speziell von ihm erfundene Plissiertechnik für Seide realisieren. Das Paar produzierte die Kleider bis etwa 1950. Vorbild dafür war die griechische Bronzestatue, der Wagenlenker von Delphi, die 1896 entdeckt wurde und nach der das Kleid auch benannt wurde. 
Seit den 1970er Jahren sind diese Kleider begehrte Vintage-Kleidungsstücke, die zu hohen Preisen auf internationalen Auktionen gehandelt werden. Exemplare der Delphos-Kleider findet man in vielen Museen, darunter beispielsweise im Palais Galliera, Musée de la mode de la Ville de Paris.

Delphos-Kleider
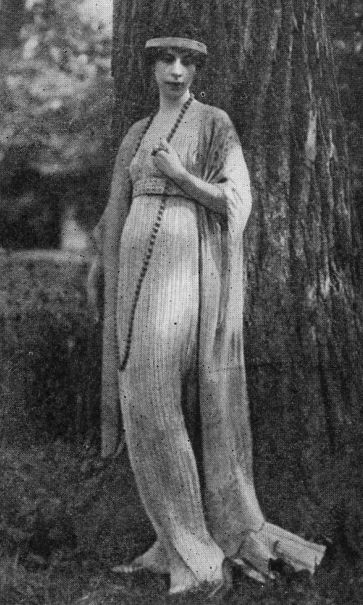
Clarisse Nast in einem Modell von Mariano Fortuny, um 1917
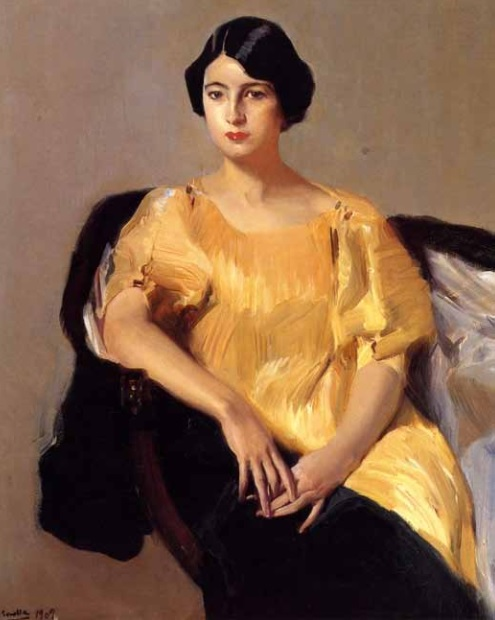
Joaquín Sorolla malt 1909 seine Frau Elena Sorolla
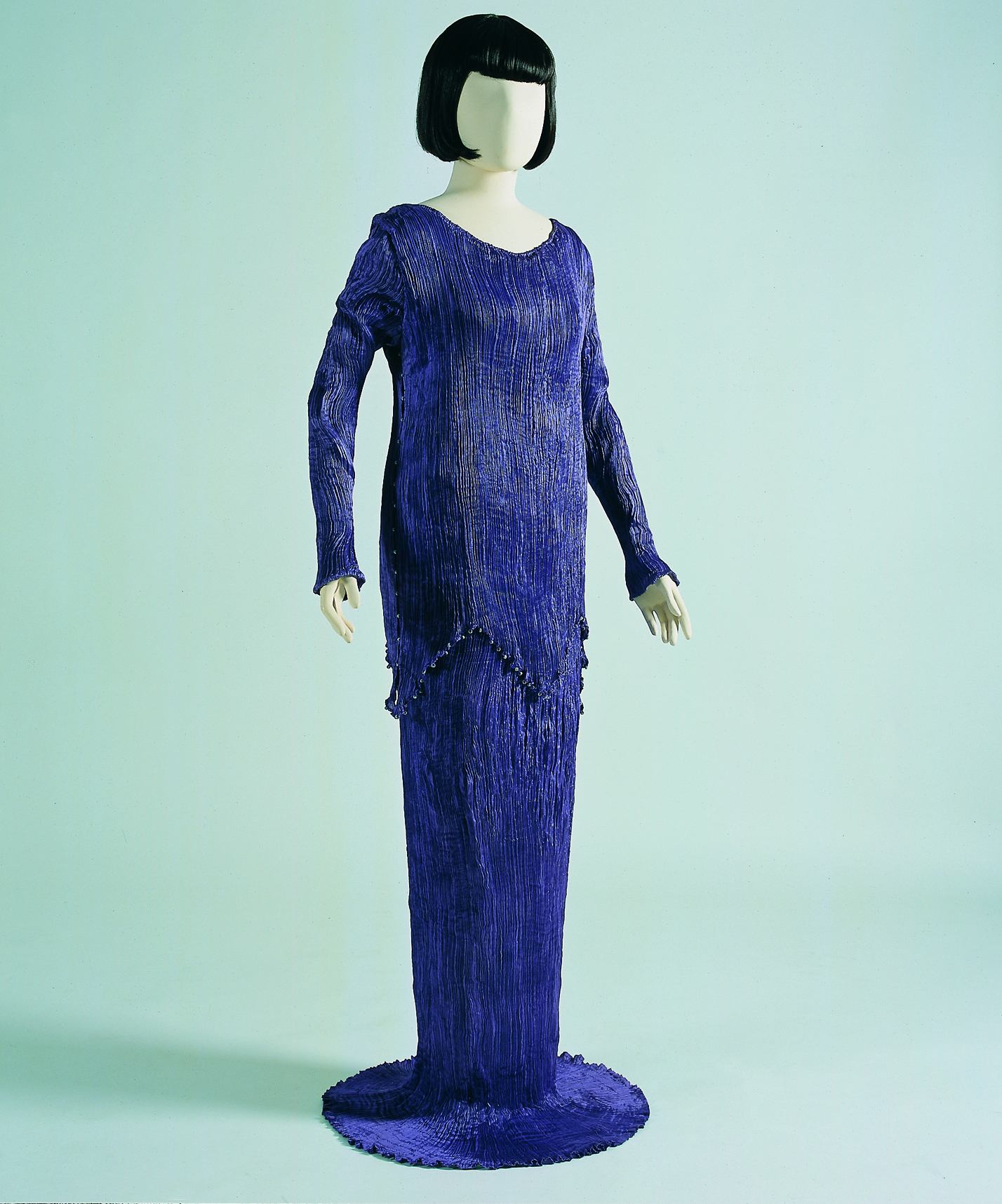
Langärmelig getragen von Gloria Vanderbilt
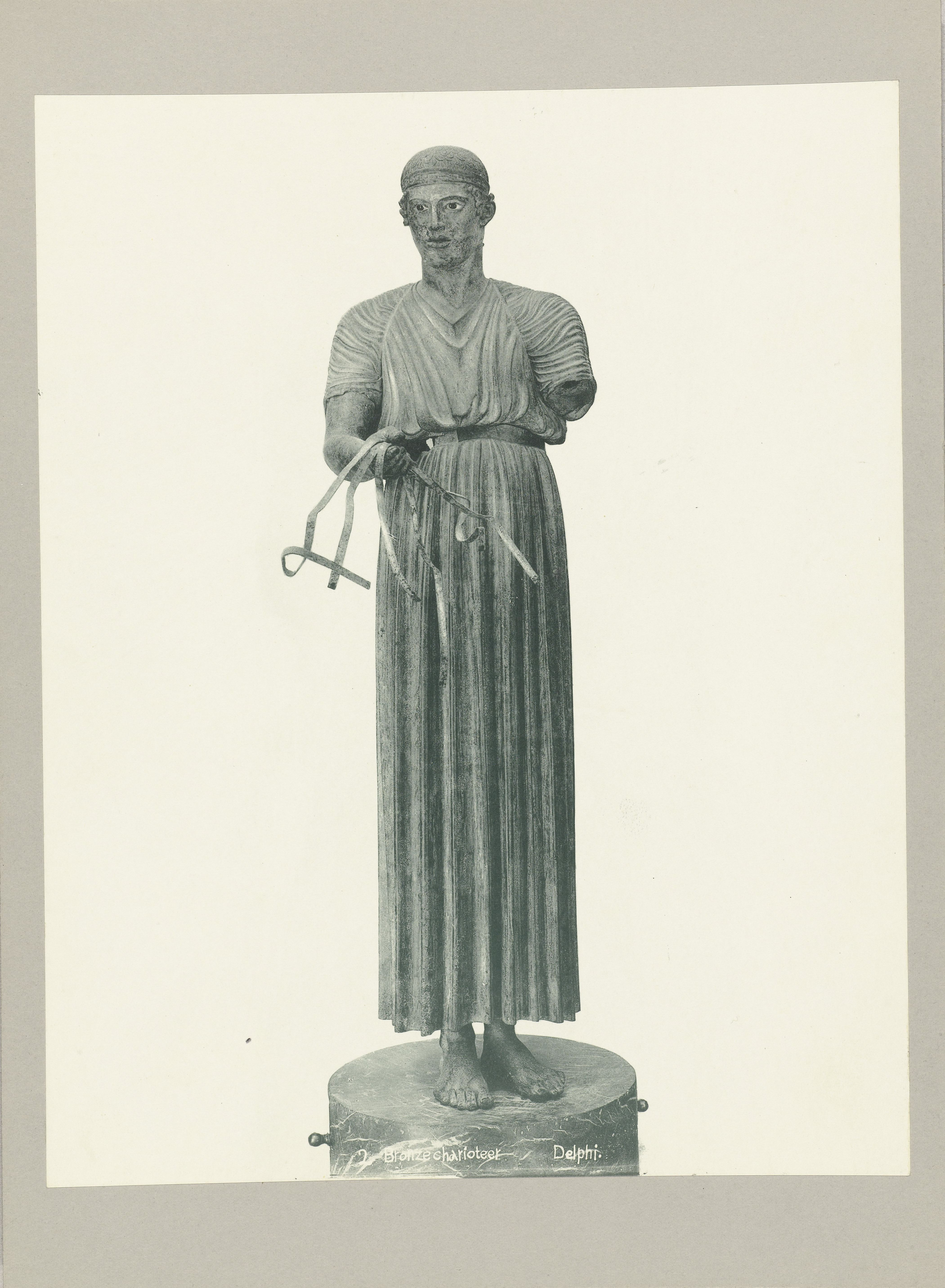
Der Wagenlenker von Delphi, 5. Jahrhundert v. Chr.